# Список объектов всемирного наследия ЮНЕСКО в Хорватии
В списке Всеми́рного насле́дия ЮНЕ́СКО в Респу́блике Хорва́тия значится 10 наименований (на 2017 год), это составляет 0,8 % общего числа (1248 на 2025 год). 8 объектов включены в список по культурным критериям, из них 2 признаны шедеврами человеческого гения (критерий i), а 2 объекта включены по природным критериям, причём один признан природным феноменом исключительной красоты и эстетической важности (критерий vii). Кроме этого, по состоянию на 2017 год, 15 объектов на территории Хорватии находятся в числе кандидатов на включение в список всемирного наследия. Республика Хорватия в качестве независимого государства ратифицировала Конвенцию об охране всемирного культурного и природного наследия 6 июля 1992 года. Однако первые три объекта, находящихся на территории Хорватии, были занесены в список ещё в 1979 году на 3-й сессии Комитета всемирного наследия ЮНЕСКО, когда страна была частью СФРЮ.

## Список
В данной таблице объекты расположены в порядке их добавления в список всемирного наследия ЮНЕСКО.
| #  | Изображение | Название | Местоположение | Время создания | Год внесения в список       | №      | Критерии      |
| -- | ----------- | --- | --- | -------------- | --------------------------- | ------ | ------------- |
| 1  |             | Старый город Дубровника (хорв. Stari grad Dubrovnika) | Жупания: Дубровницко-Неретванская | С XII века     | 1979                        | № 95   | i, iii, iv    |
| 2  |             | Исторический центр города Сплит и дворец Диоклетиана (хорв. Split s Dioklecijanovom palačom) | Жупания: Сплитско-Далматинская | III век н. э.  | 1979                        | № 97   | ii, iii, iv   |
| 3  |             | Национальный парк Плитвицкие озёра (хорв. Nacionalni park Plitvička jezera) | Ближайший город: Слунь Жупания: Лицко-Сеньская, небольшая часть Карловацкой                                                                                    | 1949           | 1979                        | № 98   | vii, viii, ix |
| 4  |             | Евфразиева базилика в городе Пореч (хорв. Biskupska zgrada Eufrazijeve bazilike u Poreču) | Жупания: Истрийская | VI век         | 1997                        | № 809  | ii, iii, iv   |
| 5  |             | Исторический центр города Трогир (хорв. Grad Trogir) | Жупания: Сплитско-Далматинская | С XII века     | 1997                        | № 810  | ii, iv        |
| 6  |             | Собор Святого Иакова в Шибенике (хорв. Katedrala sv. Jakova u Šibeniku) | Жупания: Шибенско-Книнская | 1431           | 2000                        | № 963  | i, ii, iv     |
| 7  |             | Стариградская равнина на острове Хвар (хорв. Starogradsko polje na Hvaru) | Ближайшее поселение: Врбоска Жупания: Сплитско-Далматинская | —              | 2008                        | № 1240 | ii, iii, v    |
| 8  |             | Стечки — средневековые надгробия (хорв. Stećci, srednjovjekovni nadgrobni spomenici) а) Велика и Мала Црливица б) Сент-Барбара в Дубравке (община Конавле)                                                      | Жупании: Сплитско-Далматинска, Дубровачко-Неретванска (совместно с Боснией и Герцеговиной, Сербией, Черногорией)                                               | XII—XVI века   | 2016                        | 1504   | iii, vi       |
| 9  |             | Девственные буковые леса в Карпатах и других регионах Европы (итал. Foreste primordiali dei faggi dei Carpazi e di altre regioni d'Europa) а) Национальный парк Северный Велебит б) Национальный парк Пакленица | Жупании: Личко-Сеньска, Задарска (совместно с Австрией, Албанией, Бельгией, Болгарией, Германией, Испанией, Италией, Румынией, Словакией, Словенией, Украиной) | —              | 2007, расширен в 2011, 2017 | 1133   | ix            |
| 10 |             | Венецианские оборонительные сооружения XVI—XVII веков (хорв. Mletačke utvrde od 15. do 17. stoljeća: Stato da Terra i zapadni Stato da Mar) а) Задар б) Шибеник                                                 | Жупании: Задарска, Шибенско-Книнска | XVI—XVII века  | 2017                        | 1533   | iii, iv       |

## Предварительный список
В таблице объекты расположены в порядке их добавления в предварительный список. В данном списке указаны объекты, предложенные правительством Хорватии в качестве кандидатов на занесение в список всемирного наследия.
| #  | Изображение | Название | Местоположение                                                | Время создания     | Год внесения в список | №    | Критерии           |
| -- | ----------- | --- | ------------------------------------------------------------- | ------------------ | --------------------- | ---- | ------------------ |
| 1  |             | Епископальный комплекс в Задаре (хорв. Biskupovog kompleks u Zadaru)                                          | Город: Задар Жупания: Задарская                               | С IX века до н. э. | 2005                  | 157  | i, ii, iii, iv, vi |
| 2  |             | Культурно-исторический ансамбль общины Стон с окрестностями (хорв. Ston)                                      | Жупания: Дубровницко-Неретванская                             | С XV века          | 2005                  | 160  | i, iii, iv, v      |
| 3  |             | Тврджа — старая часть города Осиек (хорв. Osječka Tvrđa)                                                      | Город: Осиек Жупания: Осиецко-Бараньская                      | С 1687 года        | 2005                  | 161  | i, iv, vi          |
| 4  |             | Старая часть города Вараждин (хорв. Stari grad Varaždin)                                                      | Жупания: Вараждинская                                         | С XII века         | 2005                  | 162  | i, iii, iv, vi     |
| 5  |             | Замок Велики Табор (хорв. Veliki Tabor)                                                                       | Ближайший город: Преграда Жупания: Крапинско-Загорская        | С XII века         | 2005                  | 1167 | iv                 |
| 6  |             | Природный парк Лоньско поле (хорв. Park prirode Lonjsko polje)                                                | Ближайший город: Сисак Жупания: Сисацко-Мославинская          | —                  | 2005                  | 2012 | не указаны         |
| 7  |             | Горный массив Велебит (хорв. Velebit)                                                                         | Жупания: Лицко-Сеньская жупания, Задарская, Шибенско-Книнская | —                  | 2005                  | 2013 | vii, viii, ix, x   |
| 8  |             | Дунайский лимес (хорв. Dunavski limes)                                                                        | Жупания: Осиецко-Бараньская                                   | С I века до н. э.  | 2005                  | 2014 | i, ii, iii, iv, v  |
| 9  |             | Расширение: Исторический центр города Сплит и дворец Диоклетиана (хорв. Split s Dioklecijanovom palačom)      | Жупания: Сплитско-Далматинская                                | III в. н. э.       | 2005                  | 2015 | i, ii, iii, iv, v  |
| 10 |             | Любенице (хорв. Lubenice)                                                                                     | Жупания: Приморско-Горанская                                  | XV век             | 2007                  | 2017 | v                  |
| 11 |             | Виноградники в Примоштене (хорв. Vinogradima u Primoštenu)                                                    | Жупания: Шибенско-Книнская                                    | —                  | 2005                  | 5102 | v, vi              |
| 12 |             | Пустынь Блаца (или Блацкая пустынь) на острове Брач (хорв. Pustinja Blaca)                                    | Жупания: Сплитско-Далматинская                                | 1305               | 2007                  | 5103 | ii, v              |
| 13 |             | Мотовун (хорв. Motovun)                                                                                       | Жупания: Истрийская                                           | XII—XIII век       | 2007                  | 5104 | ii, iv             |
| 14 |             | Исторический центр города Корчула (хорв. Korčula)                                                             | Жупания: Дубровницко-Неретванская                             | XV—XVI век         | 2007                  | 5105 | ii, iii, iv, v     |
| 15 |             | Природный парк Телашчица и национальный парк Корнаты (хорв. Nacionalni park Kornati i Park prirode Telašćica) | Жупания: Задарская                                            | —                  | 2007                  | 5106 | vii, viii, x       |